# ایبرویل (کبک)
ایبرویل (به انگلیسی: Iberville) یک منطقهٔ مسکونی در کانادا است که در استان کبک واقع شده‌است. ایبرویل ۵٫۲۱ کیلومتر مربع مساحت و ۹٬۹۸۹ نفر جمعیت دارد.